# Danh sách tiểu hành tinh: 18901–19000
| Tên                | Tên đầu tiên | Ngày phát hiện      | Nơi phát hiện                      | Người phát hiện |
| ------------------ | ------------ | ------------------- | ---------------------------------- | --------------- |
| 18901 -            | 2000 MR5     | 24 tháng 6 năm 2000 | Socorro                            | LINEAR          |
| 18902 -            | 2000 NN5     | 7 tháng 7 năm 2000  | Socorro                            | LINEAR          |
| 18903 Matsuura     | 2000 ND29    | 10 tháng 7 năm 2000 | JCPM Sapporo                       | K. Watanabe     |
| 18904 -            | 2000 OY8     | 31 tháng 7 năm 2000 | Socorro                            | LINEAR          |
| 18905 Weigan       | 2000 OF10    | 23 tháng 7 năm 2000 | Socorro                            | LINEAR          |
| 18906 -            | 2000 OJ19    | 29 tháng 7 năm 2000 | Socorro                            | LINEAR          |
| 18907 Kevinclaytor | 2000 OW20    | 31 tháng 7 năm 2000 | Socorro                            | LINEAR          |
| 18908 -            | 2000 OC21    | 31 tháng 7 năm 2000 | Socorro                            | LINEAR          |
| 18909 -            | 2000 OE21    | 31 tháng 7 năm 2000 | Socorro                            | LINEAR          |
| 18910 Nolanreis    | 2000 OR22    | 31 tháng 7 năm 2000 | Socorro                            | LINEAR          |
| 18911 -            | 2000 OY31    | 30 tháng 7 năm 2000 | Socorro                            | LINEAR          |
| 18912 Kayfurman    | 2000 OM32    | 30 tháng 7 năm 2000 | Socorro                            | LINEAR          |
| 18913 -            | 2000 OU32    | 30 tháng 7 năm 2000 | Socorro                            | LINEAR          |
| 18914 -            | 2000 OT35    | 31 tháng 7 năm 2000 | Socorro                            | LINEAR          |
| 18915 -            | 2000 OR38    | 30 tháng 7 năm 2000 | Socorro                            | LINEAR          |
| 18916 -            | 2000 OG44    | 30 tháng 7 năm 2000 | Socorro                            | LINEAR          |
| 18917 -            | 2000 OG48    | 31 tháng 7 năm 2000 | Socorro                            | LINEAR          |
| 18918 Nishashah    | 2000 OB50    | 31 tháng 7 năm 2000 | Socorro                            | LINEAR          |
| 18919 -            | 2000 OJ52    | 31 tháng 7 năm 2000 | Socorro                            | LINEAR          |
| 18920 -            | 2000 OU52    | 31 tháng 7 năm 2000 | Socorro                            | LINEAR          |
| 18921 -            | 2000 PT7     | 2 tháng 8 năm 2000  | Socorro                            | LINEAR          |
| 18922 -            | 2000 PU12    | 8 tháng 8 năm 2000  | Socorro                            | LINEAR          |
| 18923 Jennifersass | 2000 PC23    | 2 tháng 8 năm 2000  | Socorro                            | LINEAR          |
| 18924 Vinjamoori   | 2000 PV24    | 3 tháng 8 năm 2000  | Socorro                            | LINEAR          |
| 18925 -            | 2000 PY25    | 4 tháng 8 năm 2000  | Haleakala                          | NEAT            |
| 18926 -            | 2000 PO26    | 5 tháng 8 năm 2000  | Haleakala                          | NEAT            |
| 18927 -            | 2000 PQ26    | 5 tháng 8 năm 2000  | Haleakala                          | NEAT            |
| 18928 Pontremoli   | 2000 QH9     | 25 tháng 8 năm 2000 | Monte Viseggi                      | Monte Viseggi   |
| 18929 -            | 2000 QU25    | 26 tháng 8 năm 2000 | Socorro                            | LINEAR          |
| 18930 Athreya      | 2000 QW27    | 24 tháng 8 năm 2000 | Socorro                            | LINEAR          |
| 18931 -            | 2000 QX31    | 26 tháng 8 năm 2000 | Socorro                            | LINEAR          |
| 18932 Robinhood    | 2000 QH35    | 28 tháng 8 năm 2000 | Reedy Creek                        | J. Broughton    |
| 18933 -            | 2000 QW36    | 24 tháng 8 năm 2000 | Socorro                            | LINEAR          |
| 18934 -            | 2000 QY36    | 24 tháng 8 năm 2000 | Socorro                            | LINEAR          |
| 18935 Alfandmedina | 2000 QE37    | 24 tháng 8 năm 2000 | Socorro                            | LINEAR          |
| 18936 -            | 2000 QA42    | 24 tháng 8 năm 2000 | Socorro                            | LINEAR          |
| 18937 -            | 2000 QF42    | 24 tháng 8 năm 2000 | Socorro                            | LINEAR          |
| 18938 Zarabeth     | 2000 QU44    | 24 tháng 8 năm 2000 | Socorro                            | LINEAR          |
| 18939 Sariancel    | 2000 QZ48    | 24 tháng 8 năm 2000 | Socorro                            | LINEAR          |
| 18940 -            | 2000 QV49    | 24 tháng 8 năm 2000 | Socorro                            | LINEAR          |
| 18941 -            | 2000 QX50    | 24 tháng 8 năm 2000 | Socorro                            | LINEAR          |
| 18942 -            | 2000 QE54    | 25 tháng 8 năm 2000 | Socorro                            | LINEAR          |
| 18943 Elaisponton  | 2000 QA55    | 25 tháng 8 năm 2000 | Socorro                            | LINEAR          |
| 18944 Sawilliams   | 2000 QG61    | 28 tháng 8 năm 2000 | Socorro                            | LINEAR          |
| 18945 -            | 2000 QH71    | 24 tháng 8 năm 2000 | Socorro                            | LINEAR          |
| 18946 Massar       | 2000 QM75    | 24 tháng 8 năm 2000 | Socorro                            | LINEAR          |
| 18947 Cindyfulton  | 2000 QV76    | 24 tháng 8 năm 2000 | Socorro                            | LINEAR          |
| 18948 Hinkle       | 2000 QT79    | 24 tháng 8 năm 2000 | Socorro                            | LINEAR          |
| 18949 Tumaneng     | 2000 QX85    | 25 tháng 8 năm 2000 | Socorro                            | LINEAR          |
| 18950 Marakessler  | 2000 QX95    | 26 tháng 8 năm 2000 | Socorro                            | LINEAR          |
| 18951 -            | 2000 QQ98    | 28 tháng 8 năm 2000 | Socorro                            | LINEAR          |
| 18952 -            | 2000 QF105   | 28 tháng 8 năm 2000 | Socorro                            | LINEAR          |
| 18953 Laurensmith  | 2000 QR114   | 24 tháng 8 năm 2000 | Socorro                            | LINEAR          |
| 18954 Sarahbounds  | 2000 QT119   | 25 tháng 8 năm 2000 | Socorro                            | LINEAR          |
| 18955 -            | 2000 QY122   | 25 tháng 8 năm 2000 | Socorro                            | LINEAR          |
| 18956 Jessicarnold | 2000 QK126   | 31 tháng 8 năm 2000 | Socorro                            | LINEAR          |
| 18957 Mijacobsen   | 2000 QE128   | 24 tháng 8 năm 2000 | Socorro                            | LINEAR          |
| 18958 -            | 2000 QL128   | 24 tháng 8 năm 2000 | Socorro                            | LINEAR          |
| 18959 -            | 2000 QG129   | 31 tháng 8 năm 2000 | Socorro                            | LINEAR          |
| 18960 -            | 2000 QE130   | 31 tháng 8 năm 2000 | Socorro                            | LINEAR          |
| 18961 Hampfreeman  | 2000 QR140   | 31 tháng 8 năm 2000 | Socorro                            | LINEAR          |
| 18962 -            | 2000 QV140   | 31 tháng 8 năm 2000 | Socorro                            | LINEAR          |
| 18963 -            | 2000 QB141   | 31 tháng 8 năm 2000 | Socorro                            | LINEAR          |
| 18964 Fairhurst    | 2000 QJ142   | 31 tháng 8 năm 2000 | Socorro                            | LINEAR          |
| 18965 Lazenby      | 2000 QR142   | 31 tháng 8 năm 2000 | Socorro                            | LINEAR          |
| 18966 -            | 2000 QO145   | 31 tháng 8 năm 2000 | Socorro                            | LINEAR          |
| 18967 -            | 2000 QP151   | 25 tháng 8 năm 2000 | Socorro                            | LINEAR          |
| 18968 -            | 2000 QX152   | 29 tháng 8 năm 2000 | Socorro                            | LINEAR          |
| 18969 Valfriedmann | 2000 QY152   | 29 tháng 8 năm 2000 | Socorro                            | LINEAR          |
| 18970 Jenniharper  | 2000 QU168   | 31 tháng 8 năm 2000 | Socorro                            | LINEAR          |
| 18971 -            | 2000 QY177   | 31 tháng 8 năm 2000 | Socorro                            | LINEAR          |
| 18972 -            | 2000 QD190   | 26 tháng 8 năm 2000 | Socorro                            | LINEAR          |
| 18973 Crouch       | 2000 QJ193   | 29 tháng 8 năm 2000 | Socorro                            | LINEAR          |
| 18974 Brungardt    | 2000 QX195   | 28 tháng 8 năm 2000 | Socorro                            | LINEAR          |
| 18975 -            | 2000 QZ200   | 29 tháng 8 năm 2000 | Socorro                            | LINEAR          |
| 18976 Kunilraval   | 2000 QH206   | 31 tháng 8 năm 2000 | Socorro                            | LINEAR          |
| 18977 -            | 2000 QK217   | 31 tháng 8 năm 2000 | Socorro                            | LINEAR          |
| 18978 -            | 2000 QH232   | 31 tháng 8 năm 2000 | Socorro                            | LINEAR          |
| 18979 Henryfong    | 2000 RC2     | 1 tháng 9 năm 2000  | Socorro                            | LINEAR          |
| 18980 Johannatang  | 2000 RY2     | 1 tháng 9 năm 2000  | Socorro                            | LINEAR          |
| 18981 -            | 2000 RT3     | 1 tháng 9 năm 2000  | Socorro                            | LINEAR          |
| 18982 -            | 2000 RH5     | 1 tháng 9 năm 2000  | Socorro                            | LINEAR          |
| 18983 Allentran    | 2000 RG6     | 1 tháng 9 năm 2000  | Socorro                            | LINEAR          |
| 18984 Olathe       | 2000 RA8     | 2 tháng 9 năm 2000  | Olathe                             | L. Robinson     |
| 18985 -            | 2000 RR21    | 1 tháng 9 năm 2000  | Socorro                            | LINEAR          |
| 18986 -            | 2000 RF22    | 1 tháng 9 năm 2000  | Socorro                            | LINEAR          |
| 18987 Irani        | 2000 RU23    | 1 tháng 9 năm 2000  | Socorro                            | LINEAR          |
| 18988 -            | 2000 RB24    | 1 tháng 9 năm 2000  | Socorro                            | LINEAR          |
| 18989 -            | 2000 RV26    | 1 tháng 9 năm 2000  | Socorro                            | LINEAR          |
| 18990 -            | 2000 RW31    | 1 tháng 9 năm 2000  | Socorro                            | LINEAR          |
| 18991 Tonivanov    | 2000 RD35    | 1 tháng 9 năm 2000  | Socorro                            | LINEAR          |
| 18992 Katharvard   | 2000 RK40    | 3 tháng 9 năm 2000  | Socorro                            | LINEAR          |
| 18993 -            | 2000 RB43    | 3 tháng 9 năm 2000  | Socorro                            | LINEAR          |
| 18994 Nhannguyen   | 2000 RO50    | 5 tháng 9 năm 2000  | Socorro                            | LINEAR          |
| 18995 -            | 2000 RF53    | 5 tháng 9 năm 2000  | Đài thiên văn Zvjezdarnica Višnjan | K. Korlević     |
| 18996 Torasan      | 2000 RR53    | 4 tháng 9 năm 2000  | JCPM Sapporo                       | K. Watanabe     |
| 18997 Mizrahi      | 2000 RG54    | 1 tháng 9 năm 2000  | Socorro                            | LINEAR          |
| 18998 -            | 2000 RH55    | 3 tháng 9 năm 2000  | Socorro                            | LINEAR          |
| 18999 -            | 2000 RC60    | 8 tháng 9 năm 2000  | Đài thiên văn Zvjezdarnica Višnjan | K. Korlević     |
| 19000 -            | 2000 RM60    | 3 tháng 9 năm 2000  | Socorro                            | LINEAR          |